# سی سکه نقره

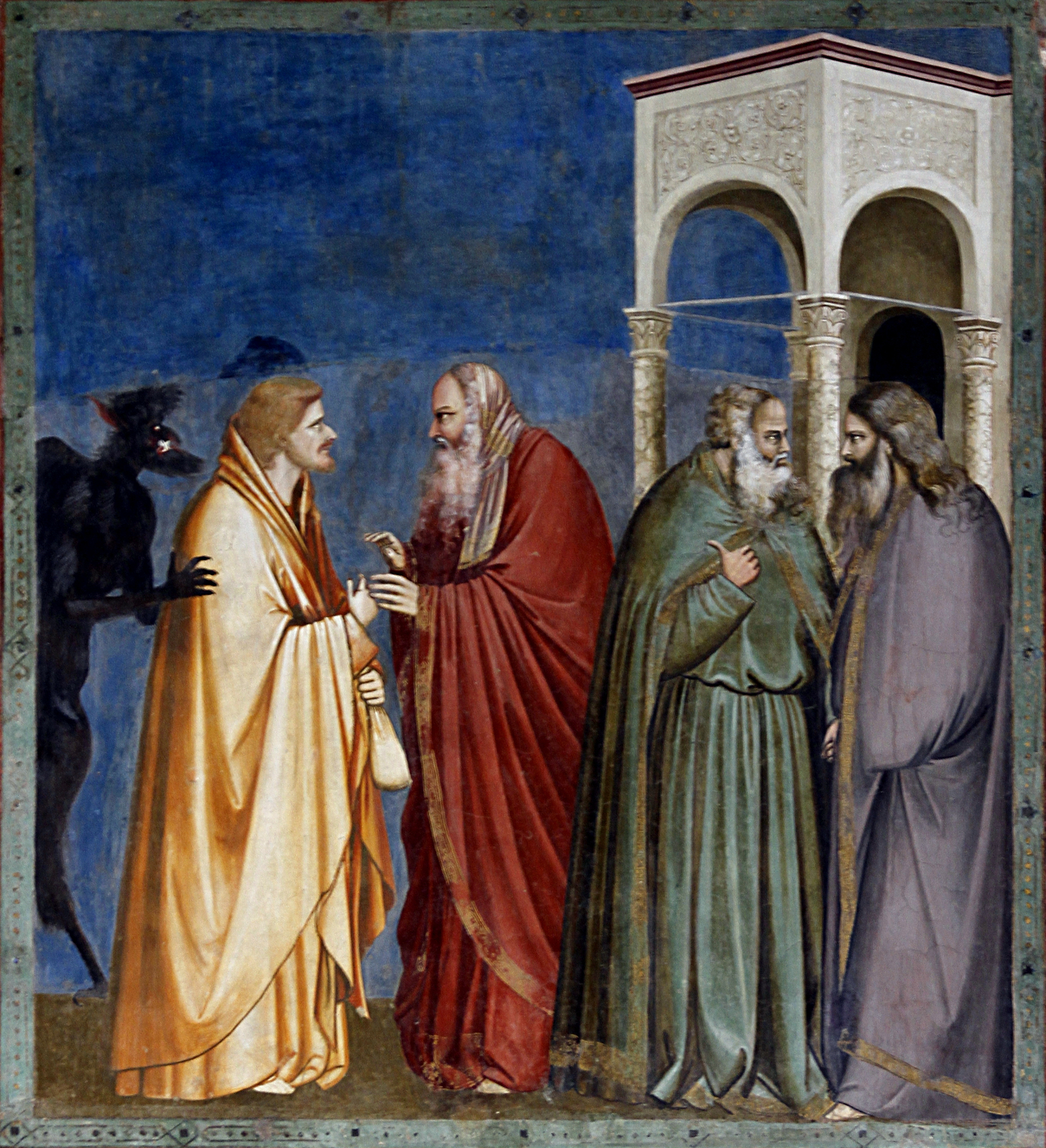
دریافت رشوه توسط یهودا،
جوتو دی بوندونه، تصویر واقع در کلیسای اسکرووِنی شهر پادووا

بر باور مسیحیان، یهودای اسخریوطی، یکی از حواریون مسیح، با دریافت سی سکه نقره رشوه، وی را به حاکمان یهودی رم نشان داد، آنان عیسی را به شیوه دردناکی به صلیب کشیدند. در کتاب مقدس و در انجیل متی دربارهٔ یهودای اسخریوطی گفته شده که وی با شتاب از این عمل خود، پوزش خواست و پس از بازگرداندن سی سکه نقره، خود را حلق‌آویز کرد.
نام «یهودا»، سی سکه نقره پاداش وی و بوسه‌ای که به عیسی داد تا خود را به سربازان رومی به جای مسیح بشناساند، برای نزدیک دو هزار سال است که به نماد خیانت در فرهنگ غرب مطرح است.